# Route nationale 719
Die Route nationale 719, kurz N 719 oder RN 719, war eine französische Nationalstraße, die von 1933 bis 1973 zwischen einer Kreuzung mit der Nationalstraße 153 15 Kilometer südöstlich von Bourges und Sancoins verlief. Ihre Länge betrug 37 Kilometer. 1978 wurde sie komplett in die neu trassierte Nationalstraße 76 integriert. 2006 erfolgte die Abstufung des Abschnittes.